# Île Neangambo
L’île Neangambo est un îlot de Nouvelle-Calédonie appartenant administrativement à Poum.